# Кутийковците
„Кутийковците“ (на английски: The Boxtrolls) е американски стоп-моушън детски анимационен филм от 2014 г. на режисьорите Греъм Анабъл и Антъни Стаки по сценарий на Айрин Бринъл и Адам Пава, базиран на романа „Тук има чудовища“ на Алън Сноу.
Това е третият пълнометражен филм на студиото „Лайка“. Филмът е носител на 2 награди „Ани“ и номиниран за „Оскар“, награда на БАФТА, „Златен глобус“ и „Сатурн“.

## Сюжет
В измисления град Чийзбридж, представен във викториански стил, малко момче е отгледано от хуманоидни същества, наричани „кутийковци“, които живеят в система от неизвестни за хората подземни тунели и използват човешките отпадъци, за да конструират причудливи устройства. Унищожителят на вредители Арчибалд Сначър разпространява слуха, че кутийковците отвличат човешки деца, и сключва сделка с кмета на града лорд Портли-Ринд да ги изтреби до един, като в замяна бъде въведен в градския елит, известен като „Белите шапки“ – клуб на ценители на специални сирена, въпреки че самият Сначър е силно алергичен към сиренето.